# Віллі Ормонд
Віллі Ормонд (англ. William Esplin "Willie" Ormond; 23 лютого 1927, Фолкерк — 4 травня 1984, Масселбург, Шотландія) — шотландський футболіст, нападник. По завершенні ігрової кар'єри — футбольний тренер.
Як гравець насамперед відомий виступами за клуб «Гіберніан», а також національну збірну Шотландії.
Триразовий чемпіон Шотландії.

## Клубна кар'єра
У дорослому футболі дебютував 1946 року виступами за команду клубу «Гіберніан», в якій провів п'ятнадцять сезонів, взявши участь у 335 матчах чемпіонату. Більшість часу, проведеного у складі «Гіберніана», був основним гравцем атакувальної ланки команди. У складі «Гіберніана» був одним з головних бомбардирів команди, маючи середню результативність на рівні 0,44 голу за гру першості.
Завершив професійну ігрову кар'єру у клубі «Фолкерк», за команду якого виступав протягом 1961—1962 років.

## Виступи за збірну
1954 року дебютував в офіційних матчах у складі національної збірної Шотландії. Протягом кар'єри у національній команді, яка тривала 6 років, провів у формі головної команди країни лише 6 матчів, забивши 2 голи.
У складі збірної був учасником чемпіонату світу 1954 року у Швейцарії.

## Кар'єра тренера
Розпочав тренерську кар'єру, повернувшись до футболу після невеликої перерви, 1967 року, очоливши тренерський штаб клубу «Сент-Джонстон».
1973 року очолив тренерський штаб національної збірної Шотландії, керував щотландською збірною на чемпіонаті світу 1974 року у ФРН.
1977 року повернувся до клубної тренерської роботи, очоливши команду клубу «Хартс».
Останнім місцем тренерської роботи був інший единбурзький клуб, «Гіберніан», команду якого Віллі Ормонд очолював як головний тренер 1980 року.

## Титули і досягнення
- Чемпіон Шотландії (3):

«Гіберніан»: 1948, 1951, 1952